# Länsväg 101
De Zweedse weg 101 (Zweeds: Länsväg 101) is een provinciale weg in de provincie Skåne län in Zweden en is circa 46 kilometer lang. De weg ligt in het meest zuidelijke deel van Zweden.

## Plaatsen langs de weg
- Malmö
- Kristineberg/Oxie
- Arrie
- Västra Ingelstad
- Östra Grevie
- Alstad
- Anderslöv
- Skivarp

## Knooppunten
- E65 bij Malmö
- E6/E20/E22
- Länsväg 108 bij Alstad
- Riksväg 9 (einde)